# Batalla de Arfderydd
La Batalla de Arfderydd (también conocida como Arderydd) tuvo lugar, según los Annales Cambriae, en 573, entre reinos de la britania posromana. Los contendientes aparecen en varias fuentes galesas, sugiriendo que varios ejércitos estuvieron implicados. Los principales adversarios parecen haber los reyes Gwenddoleu, por un lado, y Peredur, Gwrgi o Rhydderch Hael de Strathclyde, por el otro. Gwenddoleu fue derrotado y muerto durante la contienda. El bardo de Gwenddoleu, Myrddin Wyllt, se volvió loco y huyó al bosque. Este es probablemente el origen del personaje artúrico de Merlín. Las Tríadas galesas se refieren a esta batalla cuando hablan de una de las "Tres Batallas Vanas de la Isla de Gran Bretaña", junto con la de Camlann y la Batalla de los Árboles.
El cronista del siglo XIV Juan de Fordun, en su Chronica Gentis Scotorum, ubica la batalla en la llanura entre Liddel y Carwannok. W. F. Skene identifica el lugar como Arthuret, cerca de Longtown, en Cumberland (ahora Cumbria).

## En la mitología y literatura galesas
La batalla de Arfderydd es mencionada en numerosas ocasiones en varios textos galeses medievales, incluyendo las Tríadas galesas (Trioedd Ynys Prydein) y el Libro rojo de Hergest (Llyfr Coch Hergest).
El diálogo de Myrddin y Taliesin, la primera canción del Libro negro de Carmarthen (Llyfr Du Caerfyrddin), refiere frecuentemente a la batalla, y se dice que muchos guerreros lucharon en el conflicto: Cedfyl, Cadfan, Maelgwn, Erith, Gwrith, Bran, Melgan, Rhys, Cynelyn, Cyndur, los hijos de Eliffer y Dywel fab Erbin.